# Ojczyzna

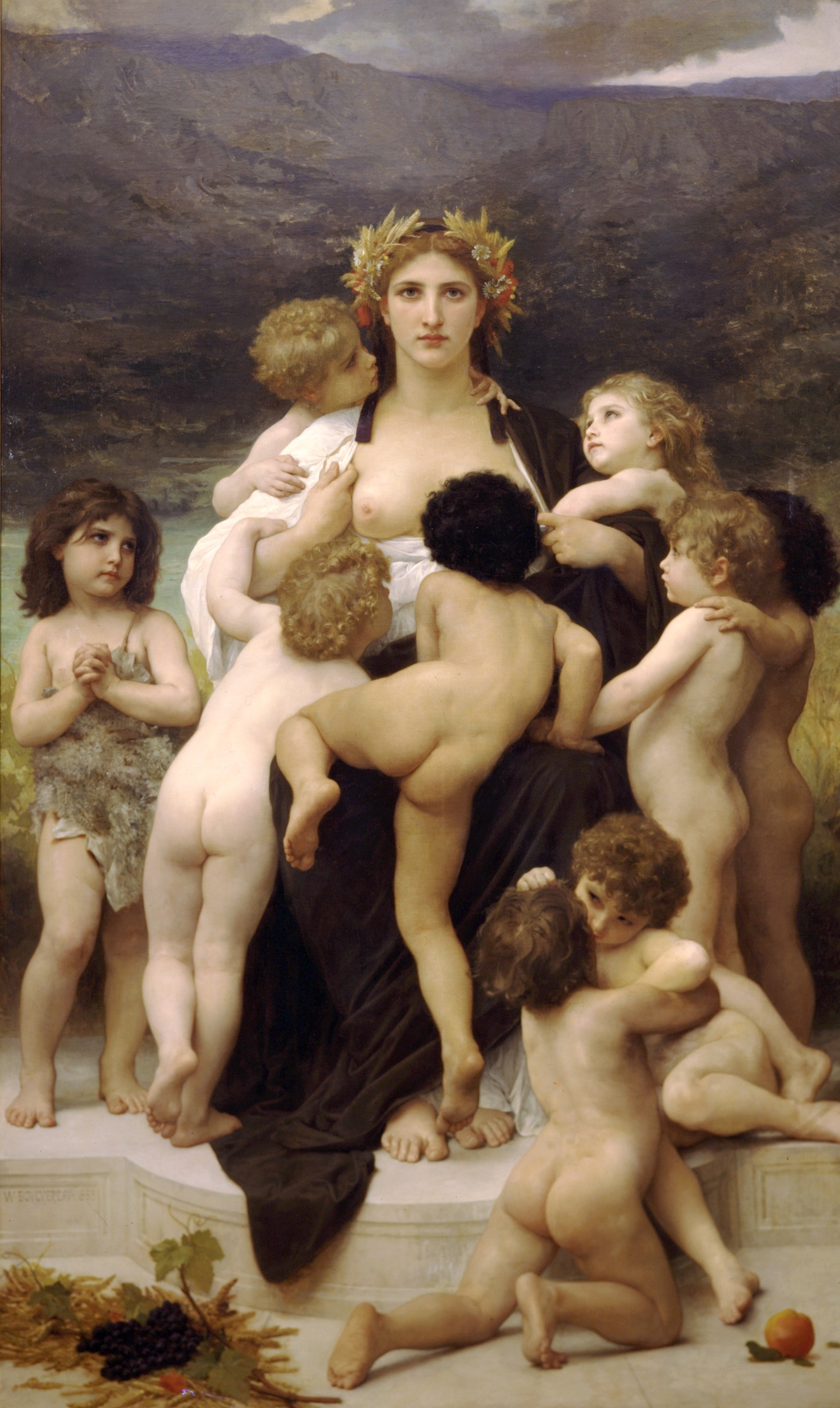
Ojczyzna, obraz Williama-Adolphe’a Bouguereau, 1883.

Ojczyzna – termin o dwojakim znaczeniu, odnoszącym się do przestrzeni istotnej dla pojedynczego człowieka (jednostki) bądź zbiorowości (narodu), wyznaczone zwłaszcza miejscem urodzenia tych osób, ich zamieszkiwaniem przez istotną część życia, czy miejscem pochodzenia ich przodków bądź rodziny. Na podstawie teorii Stanisława Ossowskiego wyróżnia się ojczyznę prywatną i ojczyznę ideologiczną. Pierwszą z nich jest przestrzeń wyznaczona miejscem urodzenia czy zamieszkiwania pojedynczego człowieka, druga – wspólnym terytorium narodowym. W myśl tych założeń ludzie należący do jednego narodu mogą mieć różne ojczyzny prywatne, wspólna jest dla nich natomiast ojczyzna ideologiczna. Członkowie danego narodu mogą mieć jednak różne koncepcje ojczyzny ideologicznej oraz w różnoraki sposób artykułować swą przynależność do danej wspólnoty narodowej.
Jednostkę i naród łączy z ojczyzną często pozytywna więź emocjonalna, wówczas w piśmie wyraz ten pisany jest wielką literą: Ojczyzna, co podkreśla czyjś szacunek wobec jego ojczyzny. Pojęciem korelującym z ojczyzną prywatną jest termin mała ojczyzna.
Pojęcie ojczyzny nie jest pojęciem prawnym i poczucie tożsamości czyjejś ojczyzny jako własnej przynależy wyłącznie do człowieka. Osobnymi pojęciami są natomiast narodowość i obywatelstwo, jak i wymienione miejsce urodzenia, miejsce zamieszkania oraz zameldowanie.